# 浜尻駅
浜尻駅（はまじりえき）は、かつて群馬県群馬郡中川村浜尻（現・高崎市浜尻町）にあった鉄道省の駅（廃駅）である。当駅は上越線と両毛線の重複区間にあった駅でもある。

## 歴史
- 1937年（昭和12年）4月15日：高崎駅 - 新前橋駅間に開業[1]。
- 1940年（昭和15年）11月1日：廃止[1]。

## 駅周辺
- 諏訪神社
- 井野神社
- 井野川

## 隣の駅
鉄道省
上越線
高崎駅 - 浜尻駅 - 日高駅
両毛線
日高駅 - 浜尻駅 - 高崎駅